# Spoorlijn Eidanger - Brevik
De spoorlijn Eidanger - Brevik ook wel Brevikbanen genoemd is een Noorse spoorlijn tussen  Eidanger gelegen in  Telemark en de plaats Brevik.

## Geschiedenis
Het traject Eidanger - Brevik werd door Norges Statsbaner (NSB) met een spoorwijdte van 1067 mm op in 1895 geopend. Het traject werd omgespoord tot normaalspoor en in 1921 heropend. Het traject sluit aan op de volgende lijnen:
- Bratsbergbanen
- Vestfoldbanen

## Aansluitingen
In de volgende plaatsen was of is er een aansluiting van de volgende spoorwegmaatschappijen:

### Eidanger
- Bratsbergbanen, spoorlijn tussen Eikonrød en Nordagutu
- Vestfoldbanen, spoorlijn tussen Drammen en Skien